# 内牧町
内牧町（うちのまきまち）は、熊本県阿蘇郡にあった町。現在の阿蘇市内牧にあたる。

## 歴史
- 1889年（明治22年）4月1日 - 町村制の施行により、内牧村、湯浦村、西湯浦村、三久保村、南宮原村、西小園村、小里村が合併し内牧村が成立。
- 1906年（明治39年）4月1日 - 内牧村が町制施行して内牧町となる。
- 1954年（昭和29年）4月1日 - 黒川村・永水村・尾ヶ石村・山田村と合併して阿蘇町が発足。同日内牧町廃止。同町大字内牧となる。